# Bókoló zsálya
A bókoló zsálya vagy kónya zsálya (Salvia nutans) az ajakosvirágúak (Lamiales) rendjébe, az árvacsalánfélék (Lamiaceae) családjába tartozó, ritka, évelő zsályafaj. A magyar flóra egyik legveszélyeztetettebb faja, a populációinak kis mérete és termőhelyének kis kiterjedése miatt.

## Morfológiai jellemzői
60–100 cm-es levéltelen, négyszögletes keresztmetszetű szárral rendelkezik. Tőálló levelei 15–30 cm hosszúak, 6–10 cm szélesek, háromszög-tojásdadok, vagy lándzsásak. A levelek csipkés szélűek, fonákukon szürkésen molyhosak.

Virágzáskor a virágzat ágai bókolnak, rajtuk tömött, rövid álfürtök találhatók. Virágai lila színűek.

## Élőhelye
A faj élőhelye hazánkban leginkább a löszpusztarét társulásokban jelenik meg, olyan fajok társaságában, mint a vetővirág (Sternbergia colchiciflora), közönséges borkóró (Thalictrum minus), macskahere (Phlomis tuberosa), pusztai meténg (Vinca herbacea), selymes boglárka (Ranunculus illyricus) vagy tavaszi hérics (Adonis vernalis).

Jellemző a bókoló zsályának a ligeti zsályával (Salvia nemorosa) alkotott hibridje (Salvia x betonicifolia), ami mindkét hazai termőhelyén előfordul. Romániából ismeretesek más zsályafajokkal alkotott hibridjei is.

## Elterjedése
A bókoló zsálya populációinak összefüggő, nagy foltjai találhatók Ukrajna déli és középső területein. A faj elterjedésének határa a Krím-félszigettől délre, a Kaukázustól északra a Volga-könyökig húzódik, majd az Urál-folyó és az Urál-hegység mentén északra kanyarodva a Káma-folyó vidékéig terjed.
Magyarország, ezen belül is a Dél-Tiszántúl az elterjedésének a nyugati határa. Mára hazánkban négy populációra csökkent előfordulása. Ezek Kondoros, Ecsegfalva, Nagy-Tatársánc (Pusztaföldvár), valamint a Csanádi-puszták.